# سماء زيدان
سماء زيدان هي كاتبة، وروائية وقاصة مصرية وُلدت بمحافظة القاهرة، وعملت معد برامج بقناة إم بي سي، وهي عضو باتحاد كتاب مصر.

## كتاباتها ومؤلفاتها
ألّفت سماء زيدان العديد من المؤلفات التي تنوعت ما بين الرواية الطويلة، والمجموعات القصصية، ومنها:
- القدر وأنا (مجموعة قصصية): صدرت عام 2013 عن دائرة الثقافة والإعلام بالشارقة.
- ورد النيل (رواية): صدرت عام 2014 عن دار ليليت للنشر والتوزيع بالقاهرة.
- حب الرمان (رواية): صدرت عام 2015 عن دار ميريت للنشر والتوزيع بالقاهرة، وصمم غلاف الكتاب الفنان عبد الله أحمد.
- كف الصبار (رواية): صدرت عام 2017 عن دار ميريت للنشر والتوزيع بالقاهرة.
- من الشاهدين (رواية): صدرت عام 2021 عن دار منشورات إيبيدي للنشر والتوزيع بالقاهرة.